# Michael Schmidt (Journalist)
Michael Karl-Heinz Schmidt-Gegner (* 1963) ist ein deutscher Fernsehjournalist.

## Leben
Schmidt gehört zur ersten Generation der Mitarbeiter des Stadtfernsehsenders Hamburg 1. Beim Sendebeginn am 3. Mai 1995 moderierte er das „Früh Café“ und damit die erste Sendung in der Geschichte des Fernsehkanals. Im Dezember 2003 übernahm er mit der Almond Media Beteiligungs GmbH, welche er zusammen mit Bernhard Bertram, Ingo Borsum und Kim Benjamin Schwaner gegründet hatte, rund 93 Prozent der Anteile an dem Sender und wurde zudem Chefredakteur. Schmidt stand unter anderem als Leiter von Gesprächssendungen und als Nachrichtensprecher vor der Kamera.
2008 wurde die von ihm geleitete Nachrichtensendung von Hamburg 1 mit dem Lokalfernsehpreis Metropolitan ausgezeichnet. Im Juli 2010 wurde Schmidt zusätzlich zu seiner Tätigkeit als Chefredakteur Programmgeschäftsführer von Hamburg 1. Im Juli 2011 zog er sich ebenso wie Bertram, Borsum und Schwaner als Gesellschafter des Senders zurück und gab seine Anteile ab, blieb aber Chefredakteur und Geschäftsführer. Ende April 2022 gab Schmidt die Stellung eines Insolvenzantrags für Hamburg 1 bekannt und kündigte gleichzeitig die Fortsetzung des Sendebetriebes an.